# 난징 중앙 대학
국립 난징 중앙대학교(國立 南京中央大學校)는 1921년에 첫 개교되어 1952년에 폐교한 중화인민공화국의 옛 국립 대학교이다. 폐교 후 잔재는 중화인민공화국 난징 대학교와 자유중화민국 국립 타이완 중앙대학교가 각각 후신으로 계승하고 있다.

## 같이 보기
- 난징 대학
- 국립 중앙 대학